# Mueang Maha Sarakham (huyện)
Mueang Maha Sarakham (tiếng Thái: เมืองมหาสารคาม) là huyện thủ phủ (Amphoe Mueang) của tỉnh Maha Sarakham, đông bắc Thái Lan.

## Địa lý
Các huyện giáp ranh (từ phía nam theo chiều kim đồng hồ) là Kae Dam, Wapi Pathum, Borabue, Kosum Phisai và Kantharawichai của tỉnh Maha Sarakham, Khong Chai của Kalasin Province, và Changhan, Mueang Roi Et và Si Somdet của tỉnh Roi Et.

## Lịch sử
Năm 1913, huyện được đổi tên từ Uthai Sarakham sang Mueang Maha Sarakham.

## Hành chính
Huyện này được chia thành 14 phó huyện (tambon), các đơn vị này lại được chia ra thành 182 làng (muban). Thị xã (thesaban mueang) Maha Sarakham nằm trên toàn bộ tambon Talat. Thị trấn (thesaban tambon Waeng Nang nằm trên một phần của tambon Waeng Nang. Có 13 Tổ chức hành chính tambon.
| STT | Tên              | Tên tiếng Thái | Số làng | Dân số |  |
| --- | ---------------- | -------------- | ------- | ------ |  |
| 1.  | Talat            | ตลาด           | -       | 40.298 |  |
| 2.  | Khwao            | เขวา           | 24      | 14.415 |  |
| 3.  | Tha Tum          | ท่าตูม           | 10      | 5.346  |  |
| 4.  | Waeng Nang       | แวงน่าง         | 17      | 12.997 |  |
| 5.  | Khok Ko          | โคกก่อ          | 16      | 8.104  |  |
| 6.  | Don Wan          | ดอนหว่าน        | 9       | 4.943  |  |
| 7.  | Koeng            | เกิ้ง            | 12      | 7.487  |  |
| 8.  | Kaeng Loeng Chan | แก่งเลิงจาน      | 16      | 7.856  |  |
| 9.  | Tha Song Khon    | ท่าสองคอน       | 23      | 13.238 |  |
| 10. | Lat Phatthana    | ลาดพัฒนา        | 19      | 7.650  |  |
| 11. | Nong Pling       | หนองปลิง        | 8       | 5.050  |  |
| 12. | Huai Aeng        | ห้วยแอ่ง         | 10      | 3.566  |  |
| 13. | Nong No          | หนองโน         | 8       | 5.968  |  |
| 14. | Bua Kho          | บัวค้อ           | 10      | 5.407  |  |